# Take the Time
"Take the Time" je treća pjesma s albuma Images and Words (izdan 1992. godine) američkog progresivnog metal sastava Dream Theater. Osim na studijskom izdanju pjesma je još uključena u uživo izdanje Once in a LIVEtime i DVD video izdanja Images and Words: Live in Tokyo i Chaos in Motion 2007–2008. Pjesma je također uključena u Dream Theaterovo kompilacijsko izdanje Greatest Hit (...and 21 Other Pretty Cool Songs). Demoverzija ove pjesme uključena je u singl "The Silent Man".
Svi su članovi sastava sudjelovalu u skladanju i pisanju teksta za pjesmu. Stihovi pjesme govore u teškom razdoblju iz ranih dana sastava kada su tražili novog pjevača.
Citat "Ora che ho perso la vista, ci vedo di più" (na trajanju od 3:34; poslije stiha "I can see much clearer now I'm blind") uzet je iz talijanskog filma "Nuovo Cinema Paradiso", što na hrvatskom znači "Sada kada sam slijep, vidim puno više.".
Na uživo izdanju Once in a LIVEtime nakon soliranja gitarista Johna Petruccija, sastav počinje svirati gitaristički solo iz izvedbe "Free Bird" sastava Lynyrd Skynyrd.
Prilikom izvođenja pjesme uživo, sastav obično izbacuje drugu strofu pjesme, zbog vrlo zahtjevnih nota koje James LaBrie treba otpjevati, tako izbjegavajući gubitak i mogućnost oštećenja njegovog glasa zbog nesreće koja mu se dogodila krajem 1994. godine. Na uživo izdanju Once in a LIVEtime bubnjar Mike Portnoy otpjeva cijelu prvu strofu, dok LaBrie tek počinje pjevat od posljednjeg stiha prve strofe ("I think it's time for a change").
Za pjesmu je snimljen i promotivni video u skraćenom trajanju od 5 minuta i 56 sekundi.
Na ljestvici Hot Mainstream Rock Tracks pjesma "Take the Time" se u godini izdavanja našla na 22. mjestu.

## Izvođači
- James LaBrie – vokali
- John Petrucci – električna gitara, prateći vokali
- John Myung – bas-gitara
- Mike Portnoy – bubnjevi, prateći vokali
- Kevin Moore – klavijature

## Vanjske poveznice
- Službene stranice sastava Dream Theater
- Dream Theater - Take the Time

--Mrcha (razgovor) 10:56, 19. prosinca 2009. (CET)